# 烏竹林廣慈宮
烏竹林廣慈宮位於臺南市西港區，主祀謝府元帥，榮任為西港刈香「開路先鋒」。所屬金獅陣經臺南市政府核定為臺南市定傳統表演藝術，亦是首批登錄傳統表演藝術之武陣。

## 祀神
該廟主祀謝府元帥，並同祀保生大帝、中壇元帥、太祖先師。